# Melchior Guinot
Pour les articles homonymes, voir Guinot.
Melchior Dominique Guinot né à Marseille le 5 janvier 1801, décédé à Marseille le 27 septembre 1874, a été courtier maritime, maire de Marseille de 1871 à 1873.

## Biographie
Fils d’un haut fonctionnaire du service pénitentiaire du département, Melchior Dominique Guinot fut courtier maritime. Républicain convaincu, ce n’est que tardivement qu’il entre en politique comme conseiller municipal, en juillet 1865. Il démissionne avec Labadié qui s’opposait à Bernex. Réélu en août et novembre 1870, il est adjoint de Bory au moment de la Commune. Après les nouvelles élections d’octobre 1871, il est nommé maire le 25 novembre 1871, et reste en fonction un an environ. Les conditions politiques, l’état des finances de la ville et la faible durée de son mandat l’empêchent de réaliser des travaux significatifs. Il eut une violente altercation avec le conseiller Coquand, géologue de renom. Il démissionne le 3 janvier 1873, et mourut à son domicile, 27 chemin du roucas blanc, le 27 septembre 1874.
Une rue de Marseille porte son nom.